# رامي العلمي
رامي نزيه العلمي (14 يوليو 1981) هو سياسي فلسطيني، ومحامي وزارة شؤون الأسرى والمحررين الفلسطينية.

## حياته ونشأته
متزوج و أب لطفلين ويعمل محامياً في هيئة شؤون الأسرى، حيث واظب على زيارة الأسرى في كافة السجون وكان مدافعا عن حقوقهم.

## سجنه
اعتقل في العام 2015، ووجهت له سلطات الاحتلال، تهمة نقل رسائل من الاسرى الى أهاليهم، ومكث رهن الاعتقال لعدة ايام وأفرج عنه لاحقا بشرط تحويله للحبس المنزلي.
وقد استمرت مراحل محاكمته قرابة ثلاث سنوات، حتي صدر حكم بسجنه لمدة عشرة أشهر، ولاحقا و بتاريخ 11 فبراير 2012، قام بتسليم نفسه لإدارة سجون الاحتلال لقضاء مدة المحكومية، وأفرج عنه من سجن ريمون الصحراوي بعد 6 أشهر.